# Bodfari
Bodfari ist ein Dorf und eine Community in der walisischen Principal Area Denbighshire, das 2011 327 Einwohner in 164 Haushalten hatte.

## Geographie
Bodfari liegt auf 57,3 Metern Höhe und östlich des Moel Y Parc.
| St. Asaph Llanerch Hall | Tremeirchion Sodom     | Caerwys            |
| Trefnant                | Kompass                | Ddôl Nannerch      |
| Denbigh                 | Aberwheeler Llandyrnog | Llangwyfan Cilcain |

## Geschichte
In seinem Buch A Topographical Dictionary of Wales vermutete S. Lewis, dass es sich bei Bodfari um den römischen Stützpunkt Varis handelt, was er auf die damaligen Funde von Urnen, Ornamenten, Waffenfragmenten, Münzen und anderer römischer Relikte stützt. In jüngerer Zeitrechnung gehörte die Gemeinde Bodfari zum Flintshire und umfasste die Gemeindegebiete Bodfari und Aberwheeler.
Während Bodfari 1831 873 und 1901 756 Einwohner hatte, hatte das Dorf gemäß dem Census 2011 327 Einwohner in 164 Haushalten.

## Infrastruktur
Bodfari besitzt mit dem Bodfari Post Office ein eigenes Postamt sowie mit der Ysgol Bodfari eine eigene Grundschule. Zudem gibt es insgesamt sieben Kirchen,  darunter die anglikanische St. Stephan’s Parish Church, welche bis in die Zeit der normannischen Eroberung zurückzuführen ist und 1865 umfassend umgebaut wurde.

## Verkehr
Am 6. September 1869 wurde von der Mold & Denbigh Junction Railway als Teil einer Bahnverbindung zwischen Mold und Denbigh die Bodfari Station eröffnet, die mehreren Zuglinien als Haltepunkt diente und nach gut hundert Jahren Betrieb am 30. April 1962 schloss. Heutzutage ist Bodfari an die A541 angebunden und Haltepunkt von  vier verschiedenen Buslinien.